# Mitricephala rhodoptera
Mitricephala rhodoptera is een rechtvleugelig insect uit de familie Pyrgomorphidae. De wetenschappelijke naam van deze soort is voor het eerst geldig gepubliceerd in 1934 door Miller.